# بريوني
بريوني ( بالايطالية : Brioni) هو بيت أزياء إيطالي للبدلات الرجالية مملوك لشركة كيرينغ الفرنسية القابضة.

## التأسيس
تأسست في روما عام 1945. وتشتهر ببدلات الرجال المخصصة، ومجموعات الملابس الجاهزة والسلع الجلدية. على مدار تاريخها، ابتكرت الشركة مفاهيم مثل عرض المدرج للرجال، عرض الجذع، والملابس الجاهزة.

## التوزيع
يتم توزيع منتجات بريوني عالميًا، بما في ذلك أوروبا وآسيا وأمريكا، من خلال البوتيكات المملوكة مباشرة وشبكة من المتاجر الكبرى.

## نبذة
في 17 مارس 2017، أعلن بريوني عن تعيين فابريزيو مالفيردي في منصب الرئيس التنفيذي، بعد شهر من تنحي جانلوكا فلور من هذا المنصب.

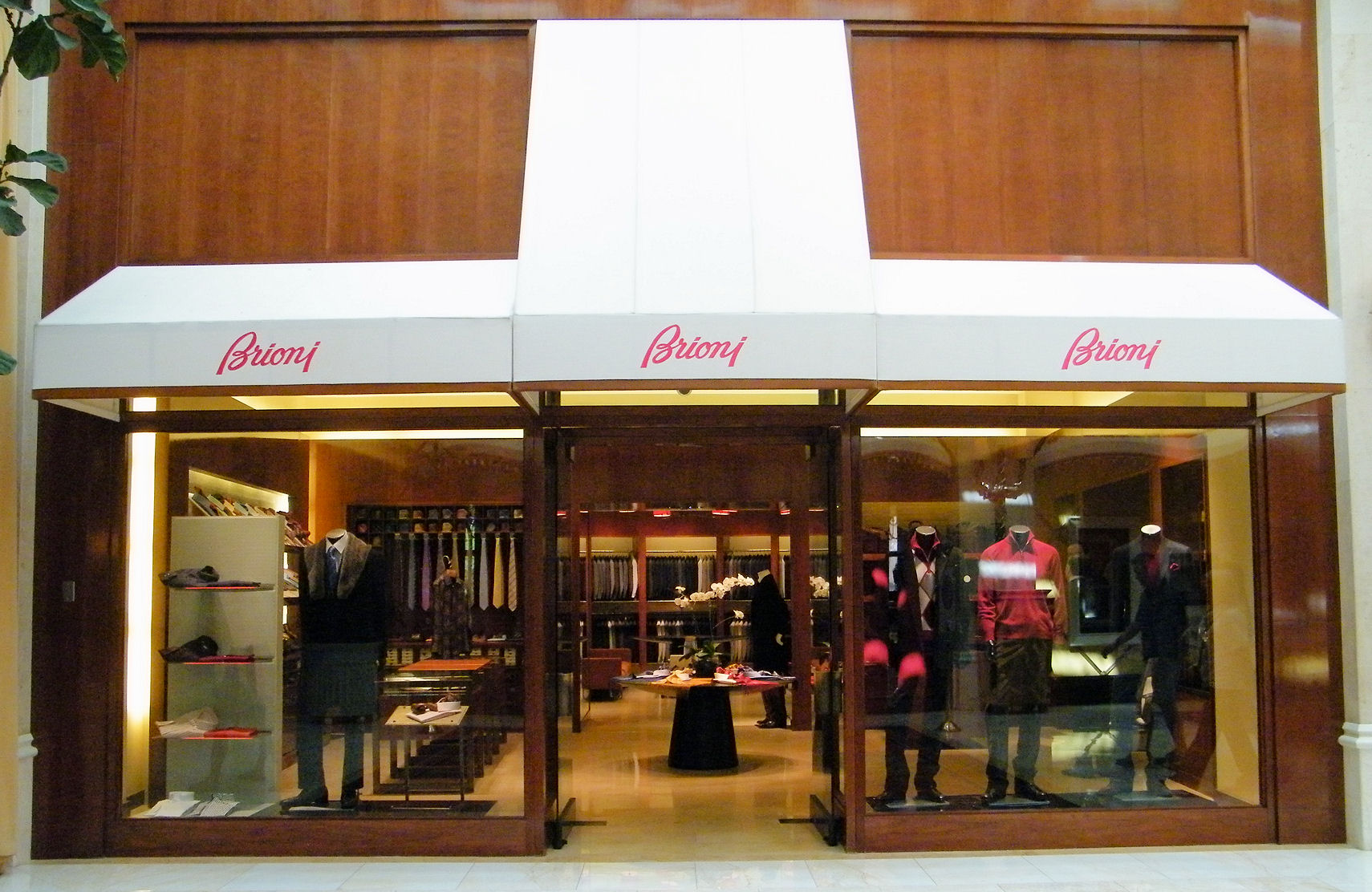
بوتيك بريوني ، في وين لاس فيجاس ، يتميز بشعار أحمر متصل من 1986 إلى 2016

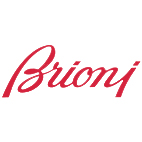
شعار مخطوطة حمراء 1986 حتي 2016

## روابط خارجية
- الموقع الرسمي